# To Nie My
To Nie My – polski zespół muzyczny wykonujący disco polo, założony w 1996 roku, działający w latach 1996–1999, reaktywowany w 2020.

## Historia zespołu
Zespół To Nie My został założony w 1996 roku przez Annę i Waldemara.
Zespół nagrał trzy przeboje takie jak: Gdybym miał ciebie, Rzepka, Wakacje, Niekończący sen czy List na niebie.
W 1999 roku zespół zakończył karierę na czas 21-letniej przerwy.
W lutym 2020 roku zespół To Nie My ogłosił, że wróci na scenę po 21 latach przerwy w czerwcu 2020. Zespół nagra nową wersję piosenki „Gdybym miał ciebie”, który premierę będzie miał miejsce w sierpniu 2020 roku.

## Dyskografia

### Albumy
- To Nie My (1998)[1]                                                                                                                                                                                            2026 To Nie My The Best Of